# Pil Dahlerup
Nanna Pil Høgsbro Dahlerup (født 2. februar 1939 i Kerteminde) er en dansk litteraturhistoriker, docent, dr.phil.
Hun er opvokset sammen med sine to søstre Ulla og Drude på Testrup Højskole, hvor forældrene, højskoleforstander Erik Dahlerup (1909-2002) og lektor Elin Høgsbro Appel (1913-80), var lærere.
Pil Dahlerup var gift med Stefan Balslev 1963-73 og har børnene Cecilie (1963), Signe (1967) og Torsten (1969).

## Ekstern henvisning
- Pil Dahlerup på Læsesal Vest